# Breyten Breytenbach
Breyten Breytenbach   (Robertson, 16 de setembre de 1939 - 14è districte de París, 24 de novembre de 2024) va ser un escriptor sud-africà en llengua afrikaans i anglesa. De jove es casà amb una dona vietnamita de nacionalitat francesa, raó per la qual violà la Prohibition of Mixed Marriages Act de 1950 i hagué de marxar a l'exili.
Va ser un actiu lluitador antiapartheid. A París s'uní a l'organització Okhela, formada per exiliats que lluitaven contra el racisme a Sud-àfrica. L'any 1975 fou detingut en entrar clandestinament al seu país i, acusat d'activitats terroristes, fou condemnat a nou anys de presó. L'any 1983 fou alliberat degut a les fortes pressions internacionals i s'exilià a França, on obtingué la ciutadania honorària. En vida va ser considerar el més gran poeta viu en llengua afrikaans, però per raons polítiques va decidir de renunciar a la seva llengua, i el seu llibre més famós, True Confessions of an Albino Terrorist (Les veritables confessions d'un terrorista albí, 1985), on explica amb una barreja de cruesa i lirisme les seves experiències a la presó, va ser escrit en anglès.
A partir del gener de l'any 2000, va començar a impartir classes a la Universitat de Ciutat del Cap.

## Obra publicada

### Poesia
- Die ysterkoei moet sweet (La vaca d'acer pot suar), 1964
- Die huis van die dowe (La casa de la sordera), 1967
- Kouevuur (Gangrena), 1969
- Lotus 1970
- Oorblyfsels (Els records), 1970
- Skryt. Om 'n sinkende skip blou te verf (Scrit. Pintant de blau un vaixell que s'enfonsa), 1972
- Met ander woorde (En altres paraules), 1973
- Voetskrif (A peu de lletra), 1976
- Sinking Ship Blues, Toronto 1977
- And Death White as Words. An Anthology, London, 1978
- In Africa even the flies are happy, London, 1978
- Blomskryf (Poesia floral), 1979
- Eklips, 1983
- Buffalo Bill, 1984
- Lewendood (Morts vivents), 1985
- Judas Eye, London - New York, 1989
- Soos die so (Així com), 1990
- Nege landskappe van ons tye bemaak aan `n beminde (Nou fugues dels nostres temps a causa de l'amor), 1993
- Die hand vol vere (El grapat de plomes), 1995
- The Remains. An Elegy, 1997
- Papierblom (Flor de paper), 1998
- Lady One, Cape Town, 2000
- Ysterkoei-blues (Blues de la vaca d'acer), 2001
- Lady One: Of Love and other Poems, New York, 2002

### Prosa
- Katastrofes 1964 (contes)
- Om te vlie (Volant, 1971) (Novel·la)
- De boom achter de maan (Els tres enfront de la lluna, 1974) (contes)
- The Anthill Bloats … (Die miernes swell op …), Emmarentia, 1980 (narracions)
- Een seizoen in het paradijs (Una sessió al paradís, 1980) (Novel·la)
- Mouroir: Mirror Notes of a Novel, London - New York, 1983
- The True Confessions of an Albino Terrorist, London - New York, 1983
- Spiegeldood, (Mirall de la mort, 1984) (narracions)
- End Papers, 1985 (assaigs)
- Memory of Snow and of Dust, 1987 (Novel·la)
- Book. Part One (Boek. Deel een), Emmarentia, 1987 (assaigs)
- All One Horse. Fiction and Images 1989
- Sweet Heart (Hart-Lam), 1991 (assaigs)
- Return to Paradise. An African journal 1992
- The Memory of Birds in Times of Revolution 1996 (assaigs)
- Dog Heart. A travel memoir, 1998
- Word Work (Woordwerk) 1999